# Szinkronrendező
A szinkronrendező a filmek szinkronizálását irányító rendező.

## A hang kiválasztása
Egy szinkronrendező megkapja az előre lefordított forgatókönyvet, azt tekercsekre bontja és elkészíti a film-hang-szinkron összefüggését az eredeti és a magyar nyelv szerint is. Ezután következik a szinkronhangok kiválasztása.

„Fontos a színészi habitus, hogy a játék mennyire tud azonosulni a karakterrel, mennyire hasonló hozzá, külsőségeket is nézve, vagy éppen azt leszámítva. Szerintem is ez a normális szinkronizálás lényege.”

– Aprics László

A hang kiválasztása sokféleképpen működhet. Vannak megszokott gyerekhangok, vannak új hangok, próba-hangok, felnőtthangok, vagy az éppen megszokott külföldi színészhez, jellemző hangok is, pl.:
- Bud Spencer - Bujtor István
- Jim Carrey - Kerekes József
- Sean Connery - Kristóf Tibor
- Gérard Depardieu - Helyey László
- Bruce Willis - Dörner György
- George Clooney - Szabó Sipos Barnabás
- Nicolas Cage - Józsa Imre
- Harrison Ford - Csernák János
- Arnold Schwarzenegger - Gáti Oszkár
- Al Pacino - Végvári Tamás
- Anthony Hopkins - Sinkó László
- Sandra Bullock - Für Anikó
- Meryl Streep - Ráckevei Anna
- Kathy Bates - Molnár Piroska
- Julia Roberts - Tóth Enikő
- Adam Sandler - Csőre Gábor

## A szinkronstúdió
A stúdió az a hely, ahol elkészül egy-egy film adott szinkronja. A szinkronrendező, a hangmérnök, a szinkronrendező-asszisztens a "hangmérnöki" szobából figyelik a stúdióban zajló eseményeket. A hangmérnöki szoba egy sima irodához hasonlít, amiben van két nagy hangszóró és keverőpult, számítógépek és egy belső mikrofon, amiről a szinkronrendező értesíti a színészeket, hogy ki vagy mi következik. A stúdió belülről általában sárga, barna vagy piros színező réteggel borított hangszigetelt szoba. Az ajtaja szintén hangszigetelt, valamint beépítve van egy üvegfal, ahol a stábtagok figyelik a eseményt.

## A szakma
Ilyen szakképzés tulajdonképpen, hogy "szinkronrendező", nem létezik. Nincs szinkronrendezői képzés főiskolákon vagy egyetemeken. A szinkronrendezők általában hangmérnökökből, gyártásvezetőkből vagy vágókból, illetve színházi rendezőkből vagy színészekből lesznek. A szinkronstúdióban tanult tapasztalatok alapján tudják majd kifejleszteni azt, hogy milyen is egy jó szinkron. A szinkronrendezés művészet, mint a színművészet, a zeneművészet vagy a festőművészet. A szinkronrendező nem olyan munkát végez, amely monoton és technikai vívmányok által határolt, hanem művészi, egyéni és tehetség, fül és ambíció valamint rendezői készség is kell hozzá. Annyiban határolódik el a film vagy a színházi rendezőtől, hogy ez a munka stúdió körülmények között zajlik valamint sokkal nagyobb stáb veszi körbe és segíti a rendező munkáját. Nagyon nagy figyelmet, türelmet kíván a szakma.

## Magyar szinkronrendezők
- Abed-Hadi Forát
- Ambrus Zsuzsa
- Andor Péter
- Aprics László
- Árvai Zsuzsa
- Bajomi András
- Bajor Edit
- Balog Mihály
- Bán Róbert
- Bárány Emese
- Bartucz Attila
- Báthory Orsolya
- Berzsenyi Márta
- Berzsenyi Zoltán
- Bolla György
- Borkesz Andrea
- Bursi Katalin
- Czobor Éva
- Csákány Márta
- Csere Ágnes
- Csoma Ferenc
- Csorba Éva
- Csörögi István
- Csík Csaba Krisztián
- Derzsi Csilla
- Dezsőffy Rajz Katalin
- Dobay Brigitta
- Dóczi Orsolya
- Egyed Mónika
- Faragó József
- Fischer Vanda
- Földi Levente
- Földi Tamás
- Gaál Erika
- Gazdik Katalin
- Gellén Attila
- Gerhardt Pál
- Gömöri V. István (+ zenei rendező, dalszövegíró)
- Gulás Fanni
- Gyarmati Gergely
- Gyenizse András
- Győrvári Judit
- Hazai György
- Hervay István
- Hidvégi Csaba
- Hirth Ildikó
- Hornyák Mihály
- Horváth István
- Horváth Lencsi
- Jankovich Krisztina
- Járai Kíra
- Joó Gábor
- Juhász Anna
- Kemendi Balázs
- Kertész Andrea
- Kéthely-Nagy Luca
- Királybíró Sarolta
- Kiss Beáta
- Kiss Lajos
- Kiss Virág
- Kolozs Dóra
- Kosztola Tibor
- Kovács Zsolt
- Kozma Attila
- Kozma Mari
- Kránitz Lajos András
- Lakos Éva
- Lengyel László
- Lestár Ági
- Majoros Eszter
- Marton Bernadett
- Martin Adél
- Mata Zsófi
- Mauchner József
- Dr. Márkus Éva
- Mester Ágnes
- Mészáros Károly
- Mezei Éva
- Mihályfalvi Mihály
- Mohácsi Emil
- Mohácsi Nóra
- Moldoványi József
- Molnár Ilona
- Molnár Kristóf
- Nándori István
- Nikas Dániel
- Nikodém Gerda
- Nikodém Zsigmond
- Orosz Ildikó
- Pelle Ágnes
- Pesti Zsuzsanna
- Pócsik Ildikó
- Pupos Tímea
- Rehorovszky Béla
- Radó Denise
- Révbíró Tamás
- Sipos Áron
- Sipos Varga Éva
- Somló Andrea Éva
- Sostarics Ágnes
- Steiner András
- Stern Dániel
- Szalay Csongor
- Szalay Éva
- Szántó Anna
- Szentesi Dorottya
- Szőnyi István
- Tabák Kata
- Talpas Iván
- Tarján Péter
- Tolnay Zoltán
- Tomasevics Zorka
- Ullmann Gábor
- Vági Tibor
- Vajda István
- Várai Ibolya
- Varga T. József
- Várkonyi Gyula
- Vas János
- Wessely Ferenc
- Zákányi Balázs
- Zala Kálmán
- Zentai Mária

## Híres magyar szinkronstúdiók
- Active Kommunikációs Kft.
- Balog Mix Stúdió
- BTI Stúdió
- Digital Media Services
- Digital Szinkron(stúdió) (Bt.)
- Film Sound Stúdió
- Hang-Kép Stúdió
- HBO
- Kozmafilm
- Labor Film Szinkronstúdió
- Liget Stúdió
- Mafilm Audio Kft.
- MAHIR Szinkron Kft. / MAHIR Film Kft. / MAHIR Video Stúdió
- Masterfilm (Digital) Kft.
- Mikroszinkron
- Pannónia Filmstúdió / Magyar Szinkron- és Video Vállalat / Videovox Stúdió (Kft.)
- Pannonia Sound System
- SDI Media Hungary
- SDI Sun stúdió
- Subway stúdió
- Syncton Stúdió
- Szinkron Systems

## Díjnyertes magyar szinkronrendezők
- Aprics László - Magyar Köztársasági Ezüst Érdemkereszt
- Csákány Márta - Balázs Béla-díj (1970)
- Gerhardt Pál - Balázs Béla-díj (1984)
- Hazai György - Balázs Béla-díj (1987)
- Juhász Anna - Balázs Béla-díj (1994)
- Kiss Beáta - Balázs Béla-díj (2003)
- Dr. Márkus Éva - Balázs Béla-díj (1976)
- Tomasevics Zorka - Magyar Köztársasági Arany Érdemkereszt
- Vajda István - Balázs Béla-díj (1988)
- Vas János - Balázs Béla-díj (1975)
- Wessely Ferenc - Érdemes Művész, Balázs Béla-díj
- Zákányi Balázs - Balázs Béla-díj (1990)